# Feierabendbier
Feierabendbier ist eine deutsche Filmkomödie von Ben Brummer aus dem Jahr 2018. Der Film handelt von einem Barkeeper im Hipstermilieu und hatte seine Premiere am 17. Februar 2018 auf der Berlinale in der Reihe Perspektive Deutsches Kino.

## Produktion
Der Film wurde von GAZE Film produziert und wird von Monolith Film verliehen. Gedreht wurde im Februar 2017 in München. Der Kinostart war am 25. Oktober 2018. 

## Handlung
Barkeeper Magnus hat mit seiner Vergangenheit abgeschlossen. Seine Ex-Freundin und der gemeinsame Sohn leben getrennt von ihm. Die meiste Zeit verbringt Magnus in seiner Bar „Feierabendbier“ und mit seinen Stammgästen, dem Kfz-Mechaniker und Philosophiestudenten Dimi und dem Kneipen-Mystiker Manfred. Tagsüber pflegt Magnus seinen heißgeliebten Youngtimer, einen Mercedes SEC. Als das Auto eines Nachts von Bene gestohlen wird, beginnt eine obsessive Jagd nach dem Dieb, die zunehmend aus den Fugen gerät.

## Pressezitate
- „Ein bajuwarischer Film noir.“ – Focus Online
- „Im Kino hat man München kaum je derart melancholisch, ja düster erlebt.“ – Focus Online
- „So skurril wie düsterkomisch.“ – Focus Online[2]
- „Ein lakonisches Porträt der herrschenden Zustände.“ – Neues Deutschland
- „Ein Hipsterfilm, der mit allem auffährt, was die Subkultur zu bieten hat.“ – Neues Deutschland[3]
- „Vom ersten Moment an strahlt Feierabendbier größte Gelassenheit aus.“ – Programmkino.de[4]
- „Eine 1A-Slacker-Komödie.“ – Kinozeit.de[5]
- „Absurde Komödie mit Noir-Einschlägen.“ – 4 Kinder und 1 Feldbett[6]